# Downquark

Structuur van een neutron

Een downquark (symbool: d) is een elementair deeltje uit het standaardmodel van de deeltjesfysica en een belangrijke component van materie. De downquark vormt, samen met de upquark, het proton en het neutron, de belangrijkste onderdelen van atoomkernen. De downquark maakt deel uit van de 'eerste generatie' van materie, heeft een elektrische lading van −1/3e en een massa van 4,4 tot 5,2 MeV/c². Zoals alle quarks, is dit deeltje een elementair fermion met spin ½. De downquark is tevens onderhevig aan alle vier de fundamentele wisselwerkingen: de gravitationele, elektromagnetische, zwakke en sterke wisselwerking.
Het antideeltje van de downquark is de down-antiquark. Dit antideeltje wordt vaak echter aangeduid als anti-downquark of eenvoudigweg anti-down. De down-antiquark is nagenoeg identiek aan de gewone downquark, maar heeft een aantal eigenschappen met een tegengesteld teken (waaronder de elektrische lading).